# JAAS
Java Authentication and Authorization Service, o JAAS, pronunciat "Jazz" i que significa Servei d'Autenticació i Autorització en Java, és un entorn de seguretat de Java per la seguretat centrada en l'usuari per augmentar la seguretat basada en codi Java. Des del JRE 1.4, JAAS hi està integrat - prèviament JAAS va ser subministrat com una extensió d'una llibreria de Sun.